# Cárcel celular
La cárcel celular era un centro penitenciario sito en la calle del Mercado de la ciudad española de Vitoria.

## Historia
La cárcel, situada en el partido judicial de Vitoria, se construyó entre 1858 y 1859. Se siguieron los planos del arquitecto de la provincia, a la sazón Martín de Saracíbar, que se encargó también de dirigir la obra. Fue la primera construida en España según el sistema celular, arreglado a un máximo de población de cien presos, que se podían colocar en sus correspondientes celdas, enteramente separadas e independientes.

## Descripción
Su planta era radial o en forma de cruz, lo que daba lugar a cuatro martillos: tres de ellos estaban destinados a celdas, mientras que el cuarto, con la fachada principal mirando a poniente, al juzgado y sus dependencias, al cuerpo de guardia e ingreso. Contaba con cuatro salas para depósito de ropas y otros servicios, pieza de baño, cocina con sus correspondientes dependencias, habitación del director y salas del Juzgado del Partido con las oficinas correspondientes.
La nave central tenía una altura de tres pisos y, en ella, corrían galerías voladizas, a manera de anditos de templo gótico, sirviendo de comunicación a las celdas. En el centro del crucero había un altar, de tal manera que todos los presos, desde sus celdas, pudiesen ver y oír misa sin verse los unos a los otros. Esto se conseguía porque las celdas contaban con doble puerta, entre cuyo hueco, una vez abierta, quedaba el preso, aunque sin poder salir, pues la segunda puerta se hallaba afianzada por una robusta palanqueta de llave.
Las celdas contaban con cama, banco y servicio de escusado, que se sacaba por la parte exterior. La comida, a su vez, se servía por un rastrillo movible de hierro colocado en la segunda puerta. El piso de las celdas era de madera y la luz se colaba por las ventanas abiertas, cerca del techo, que ventilaban y privaban al preso de la vista exterior. El tablero de la cama se hallaba dispuesto de tal manera que, abriéndose en posición horizontal, quedaba convertido en cómoda y amplia mesa, mientras que, cerrado, era una gran pizarra mural para la realización de ejercicios aritméticos y ensayos de escritura.
En una celda del piso bajo se hallaba instalada una escuela de instrucción primaria, fundada en 1878 poor Fresco, uno de los directores. Allí, los reclusos recibían lección diaria. Esta escuela contaba, asimismo, con una pequeña biblioteca para uso de los retenidos.
La enfermería se encontraba en el piso superior y disponía de seis camas.